# Загід Шейх
Загід Шейх (14 грудня 1949 — 29 січня 2010) — пакистанський хокеїст на траві.
Срібний призер Олімпійських Ігор 1972 року.
Переможець Азійських ігор 1970, 1974 років.